# Dianké Makha
Dianké Makha est une localité du Sénégal, située dans le département de Goudiry et la région de Tambacounda, dans l'est du pays.
C'est le chef-lieu de l'arrondissement de Dianké Makha depuis la création de celui-ci par un décret du 10 juillet 2008. 